# Rhithrogena piechockii
Rhithrogena piechockii is een haft uit de familie Heptageniidae. De wetenschappelijke naam van de soort is voor het eerst geldig gepubliceerd in 1977 door Braasch.
De soort komt voor in het Palearctisch gebied.